# Klaus Lewandowski
Klaus Lewandowski (* 20. Juli 1940 in Berlin) ist ein ehemaliger deutscher Radsportler und nationaler Meister im Radsport, der überwiegend als Bahnradsportler aktiv war.

## Sportliche Laufbahn
Lewandowski erlernte das Radfahren erst mit 16 Jahren. Nachdem er zunächst im Schwimmsport und Fußball aktiv gewesen war, kam er 1956 zum Radsport. Unter Rennfahrerkollegen wurde er „Emil“ gerufen. Er wurde Mitglied der SG Dynamo Berlin und wechselte später zum Sportclub Dynamo Berlin. Sein dortiger Trainer war Herbert Gröning, der ihn auch zu ersten Meistertiteln in der Jugend (Sprint und Mannschaftsverfolgung) führte. Nach dem Übergang in die Männerklasse wurde er im ersten Jahr bereits DDR-Meister im 1000-Meter-Zeitfahren und Dritter im Sprint. Kurz darauf wurde seinem Trainer (wohl aus politischen Motiven) gekündigt. Lewandowski, der zu Gröning eine enge persönliche Beziehung hatte, war darüber so geschockt und empört, dass er spontan nach West-Berlin flüchtete, um Berufsfahrer zu werden. Er erhielt dort einen Vertrag für das Radsportteam Berolina (dort waren auch Dieter Puschel und Sigi Renz unter Vertrag), das von Hans Preiskeit gemanagt wurde. Preiskeit war damals auch Sportlicher Leiter des Berliner Sechstagerennens in der Deutschlandhalle. Bei diesem Rennen startete Lewandowski zweimal, ohne sich jedoch im Vorderfeld platzieren zu können.

## Berufliches
Nach Beendigung seine Karriere eröffnete er ein Fahrradgeschäft (LEWA’s Fahrradhaus) in Buchholz in Niedersachsen.